# Campagne Mitzvah
Le Campagne Mitzvah, o Mivtzo'im  (in ebraico מבצעים‎?), sono così chiamate con una frase coniata dal rebbe lubavitcher, il rabbino Menachem Mendel Schneerson, leader del movimento Chabad, per riferirsi a sue varie iniziative che esortano i suoi seguaci, e tutti gli ebrei, a raggiungere gli ebrei meno osservanti e incoraggiarli a intraprendere pratiche specifiche di ebraismo ortodosso. Il rebbe ha suggerito dieci possibili "mitzvot iniziali" - precetti che, a causa della loro centralità nella Torah come guida alla vita, sono ideali per una prima esperienza della connessione mitzvah..

## "Vi estenderete ovunque"
Il rebbe ha riassunto la sua attività missionaria con lo slogan Uforatzto (in ebraico  ופרצת‎?), "Vi estenderete ovunque". L'origine di questa frase si trova nella parole di Dio a Giacobbe, "ti estenderai a ovest e a est a nord e a sud".28:14 Rabbi Schneerson l'ha usata per darle un senso di riferimento alla portata globale delle attività assistenziali che stava programmando.

## Storia delle Dieci Campagne

### Campagna Tefillin
La prima Campagna Mitzvah è stata la "Campagna Tefillin", una campagna internazionale dei chassidim Chabad tesa ad influenzare tutti gli ebrei maschi, indipendentemente dal loro livello di osservanza religiosa, a soddisfare la mitzvah quotidiana dei tefillin (o filatteri). Rabbi Schneerson ha annunciato questa campagna due giorni prima dello scoppio della Guerra dei Sei Giorni, il 3 giugno 1967. Dopo la vittoria nella Guerra dei Sei Giorni e la liberazione del Muro Occidentale, rabbi Schneerson intensificò le sue esortazioni, e i suoi chassidim hanno dato a centinaia di migliaia di ebrei l'opportunità di indossare i tefillin, spesso per la prima volta. "Un telegramma arrivò dal rebbe con istruzioni di intensificare l'"Azione tefillin" in tutto Israele e di collocare immediatamente una cabina vicino al Muro in modo da dare l'opportunità di indossare i tefillin anche a coloro che non osservavano tale pratica regolarmente."

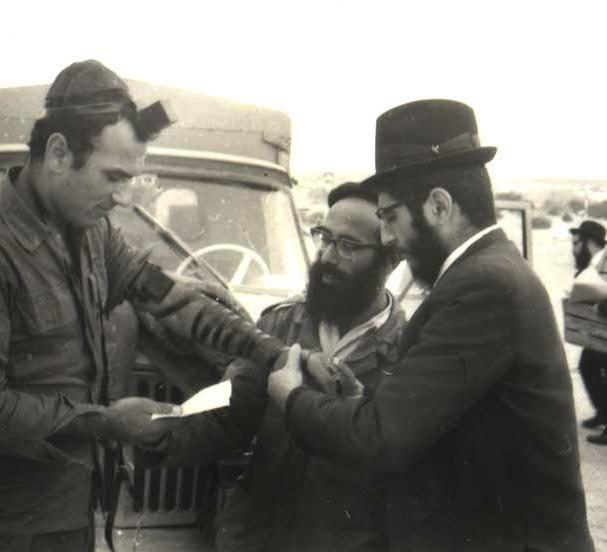
Chassidim Chabad aiutano un israeliano a indossare i tefillin.

La campagna in un primo momento ricevette una certa opposizione. Nel corso di quell'estate, alcuni ebrei osservanti sollevarono questioni halakhiche circa la correttezza della campagna. In autunno, rabbi Schneerson affrontò tali questioni pubblicamente nel corso della farbrengen di Parashah Bereshit di quell'anno, in seguito pubblicate nei libri di Likkutei Sichos del rebbe. Poco tempo dopo si tenne la conferenza annuale dei capi della World Agudath Israel, in cui uno degli oratori criticò pubblicamente il rabbino Schneerson e la campagna dei tefillin. Rabbi Schneerson rispose a queste critiche durante la farbrengen di Parashot toledot di quell'anno.
In una occasione rabbi Schneerson ha dato due ragioni per la sua scelta di questa particolare campagna, affermando: "Il primo motivo è che c'è un passaggio nel trattato Talmudico di Rosh haShanah che dice che una volta che un ebreo indossa i tefillin in testa - anche una sola volta nella sua vita - rientra in una categoria diversa come ebreo." In secondo luogo, "Quando un ebreo a Miami vede le immagini di ebrei che indossano tefillin al Muro Occidentale, gli viene il forte desiderio di metterseli anche lui."

### Campagna della Lettera nella Sefer Torah
Schneerson fece appello all'unità ebraica, incoraggiando ogni ebreo ad acquistare una lettera in uno specifico rotolo della Torah (Sefer Torah) ed esortando i suoi seguaci a svolgere questa campagna tramite il gruppo di giovani del Tzivos Hashem . Affermò che tutte le lettere dovevano essere acquistate prima di iniziare a scrivere lo scrollo, in quanto sosteneva che l'acquisto di una lettera in uno scrollo della Torah unisce quella persona a tutti gli altri ebrei che hanno acquistato lettere dello stesso scrollo.
L'ex-Rabbino Capo di Israele, Mordechai Eliyahu, ha dichiarato di questa campagna: "Solo ad una mente brillante come il nostro Signore e Maestro, il genio e lo splendore di questa generazione, il santo Rebbe di Lubavitch, possa egli vivere a lungo, può venire una tale grande idea di unire i bambini ebrei tramite la scrittura di lettere su uno scrollo della Torah. Infatti, solo entro la Torah e attraverso la Torah, esiste la vera unità di amicizia, amore, fratellanza, pace e concordia. Dobbiamo imparare dal Rebbe e dobbiamo fare tutto il possibile per garantire che non un solo bambino ebreo rimanga senza Torah, che Dio non voglia."

### Altre campagne
Nel 1973-1974 vennero iniziate altre campagne: 
- la campagna della Torah, che tutti gli ebrei - uomini, donne e bambini - si impegnassero in uno studio regolare della torah. Di questo Rabbi Schneerson ebbe a dire:

- la campagna della Mezuzah, che ogni casa di ebrei avesse una Mezuzah su tutti gli stipiti;
- la campagna Tzedaka, che ogni casa ebraica avesse un cofanetto della carità esposto chiaramente, nel quale ogni membro della famiglia potesse porre regolarmente degli oboli;
- la campagna che tutte le case di ebrei fossero piene di libri sulla Torah, ispirati dalla lezione della città di Yavne;
- la campagna che donne e ragazze ebree accendessero le candele del Shabbos e Yom Tov con una benedizione, cominciando all'età di tre anni, o anche prima.

Nel 1974-1975 diede avvio a: 
- la campagna Kashrus, che tutte le case di ebrei seguissero le leggi del Kosher;
- la campagna di Purezza in famiglia, che le donne ebree sposate si immergessero nella mikveh e seguissero le leggi di niddah.[14]

Nel 1975-1976 iniziò:
- la campagna di istruzione ebraica, che ogni bambino ebreo studiasse in una scuola ebraica ortodossa;
- la campagna "Ama il tuo prossimo ebreo", che dichiarò dovesse essere da allora in poi il primo fondamento di tutte le altre campagne.

Da allora Rabbi Schneerson si sarebbe riferito a queste attività di sensibilizzazione come alle "dieci Campagne Mitzvah generali". Sottolineò la loro importanza, dicendo:
Inoltre il Rebbe raccomandò un approccio gioioso all'attività assistenziali: 
Raccomandò anche il calore e l'amicizia e insegnò che l'istruzione ebraica e l'amore per il prossimo erano campagne onnicomprensive, e tutte le altre campagne sottostavano ad esse.

## Campagne stagionali
Rabbi Schneerson organizzò molte altre campagne, alcune delle quali si riferivano a festività specifiche dell'anno ebraico:
- la campagna Shofar, che tutti gli ebrei dovessero udire lo Shofar nel Rosh haShanah;
- la campagna delle Quattro Specie,[18] che tutti gli ebrei praticassero questa Mitzvah nel Sukkot;
- la campagna Chanukah,[16] per portare gioia a Chanukah a tutti gli ebrei, incoraggiandoli a compiere la Mitzvah dell'accensione della Menorah. Rabbi Schneerson announciò questa campagna nel 1973. Circa 60.000 menorah furono distribuite in quell'anno. Oggi circa 350.000 ne vengono distribuite per il mondo. Ogni pacco include le candele di Chanukah Each e una guida per le benedizioni.[19]
  - la campagna di Chanukah include anche una campagna per erigere e accendere grandi menorah pubbliche per diffondere il miracolo della Chanukah.[20]
- la campagna del Purim, per portar la gioia del Purim a tutti gli ebrei, incoraggiandoli ad osservare le Mitzvot del Purim;
- la campagna per incoraggiare tutti gli ebrei ad usare Shmurah Matzah nella notte del Seder di Pesach;
- la campagna Lag Ba'omer,[5] per portare la gioia del Lag Ba'omer ad ogni ebreo, specialmente organizzando parate Lag Ba'Omer per i bambini ebrei;
- la campagna che tutti i bambini ebrei possano udire i dieci comandamenti nello Shavuot;
- la campagna perché tutti gli ebrei possano studiare la Torah sugli argomenti relativi alla Beis HaMikdash (Casa della Santificazione) durante le Tre Settimane di lutto per la distruzione del Secondo Tempio.

## Altre campagne
Altre campagne sono condotte durante tutto l'anno:
- la campagna perché tutti gli ebrei studino la filosofia chassidica;
- la campagna[21] che tutti gli ebrei recitino prima delle preghiere mattutine, la frase: "Mi impegno ad osservare la mitzvah positiva, 'Ama il prossimo tuo come te stesso'"[22] e dopo la preghiera, di recitare il versetto: "Certo i giusti celebreranno il Tuo nome; gli uomini retti abiteranno alla Tua presenza." Salmi 140:13[23].
- la campagna contro i contraccettivi e la pianificazione familiare;
- la campagna dei voucher nelle scuole religiose;
- la campagna contro le concessioni territoriali nella Terra di Israele;[24]
- la campagna contro la Legge del ritorno che sottoscrive le conversioni non-ortodosse;
- la campagna per un Momento di silenzio[25] nelle scuole pubbliche;
- la campagna per far festeggiare a tutti gli ebrei il proprio compleanno ebraico con una festa di gruppo, e col proposito di progredire nello studio della Torah, nella preghiera e nelle buone azioni durante l'anno a venire;[26]
- più recentemente, la campagna per far studiare a tutti gli ebrei le materie riguardanti la fede nel Moshiach e nella redenzione ebraica.